# Història de l'Uzbekistan

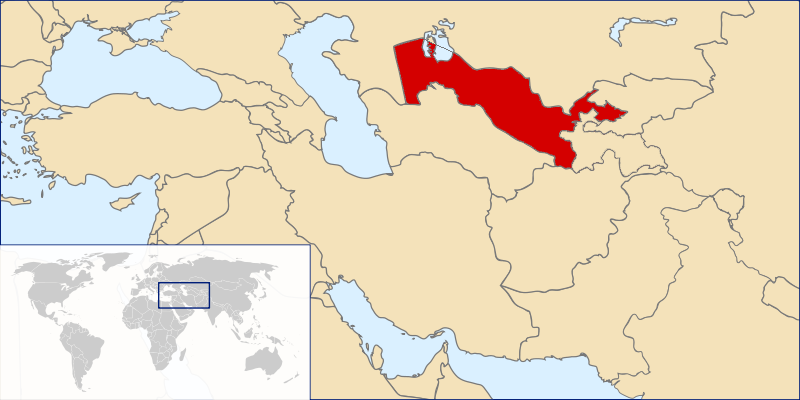
Localització de l'Uzbekistan

L'Uzbekistan, situat en el cor de l'Àsia central, entre estepes, deserts i majestuoses muntanyes, en l'encreuament de grans rutes de comunicació i comerç, ha conegut importants migracions al llarg de la seva història que han modificat la seva població, seguint l'auge i el declivi d'imperis poderosos. Els uzbeks, amb un idioma d'origen turquès, no són més que els darrers emigrants. En l'actualitat (2006), aquest estat independent, el més poblat de la regió, intenta obrir-se pas a l'entorn de les grans potències i cerca poder reafirmar la seva pròpia identitat, que encara s'està forjant.

## Prehistòria
Les últimes investigacions realitzades mostren que l'ésser humà va arribar a la regió de l'actual Uzbekistan fa uns 40.000 o 50.000 anys, la qual cosa la converteix en una de les regions habitades més antigues del món. Les proves arqueològiques de la seva presència són fragmentàries, al contrari del que ocorre, per exemple, a Àfrica o a Austràlia. Aquests estudis han identificat la regió com la font de població que més tard va habitar Europa, Sibèria i Amèrica del Nord. La zona és considerada també com el bressol de les llengües indoeuropees.

## Edat de bronze
Entre el 2200 i el 1700 aC, al sud de l'Uzbekistan i Turkmenistan, va existir una civilització avançada de l'edat de bronze. Se la coneix com la civilització de l'Oxus. Estava relacionada amb la cultura de la vall de l'Indus i es caracteritzava per una barreja de pobles autòctons no indoeuropeus, desapareguts per complet en l'actualitat, i per indoaris arribats des del Kazakhstan occidental. Els jaciments arqueològics, com els de Djarkoutan o el de Mollali Tepé, revelen l'existència d'una manera de vida urbana, en què es practicava la irrigació, el cultiu del blat i l'ordi i, probablement, en què hi havia una forma d'escriptura. A partir del 1700 aC, els indoaris van començar a emigrar cap a l'Índia. Van ser substituïts a l'Uzbekistan per tribus de pastors nòmades arribats des de l'Iran, els sogdians, que es van anar transformant en sedentaris.
Es coneix també l'existència d'una altra cultura, coneguda com a Tazabagyab, apareguda al voltant del 1500 aC a prop de Coràsmia, al sud del mar d'Aral, del qual provenien els iranians del Turquestan occidental. Aquesta cultura reunia elements de la cultura de les tombes estructurades amb la cultura d'Andrónovo, que s'estenia des de l'oest dels Urals cap al llac Baikal, i arribava fins al riu Sirdarià al sud. La cultura d'Andrónovo va ser la primera que va disposar d'un carro de guerra de dues rodes estirat per cavalls. Els seus habitants vivien en poblats, conreaven la terra i criaven animals. Eren capaços de fabricar armes i utensilis en bronze.

## Perses, grecs i nòmades

### Sogdians, bactrians i l'Imperi aquemènida

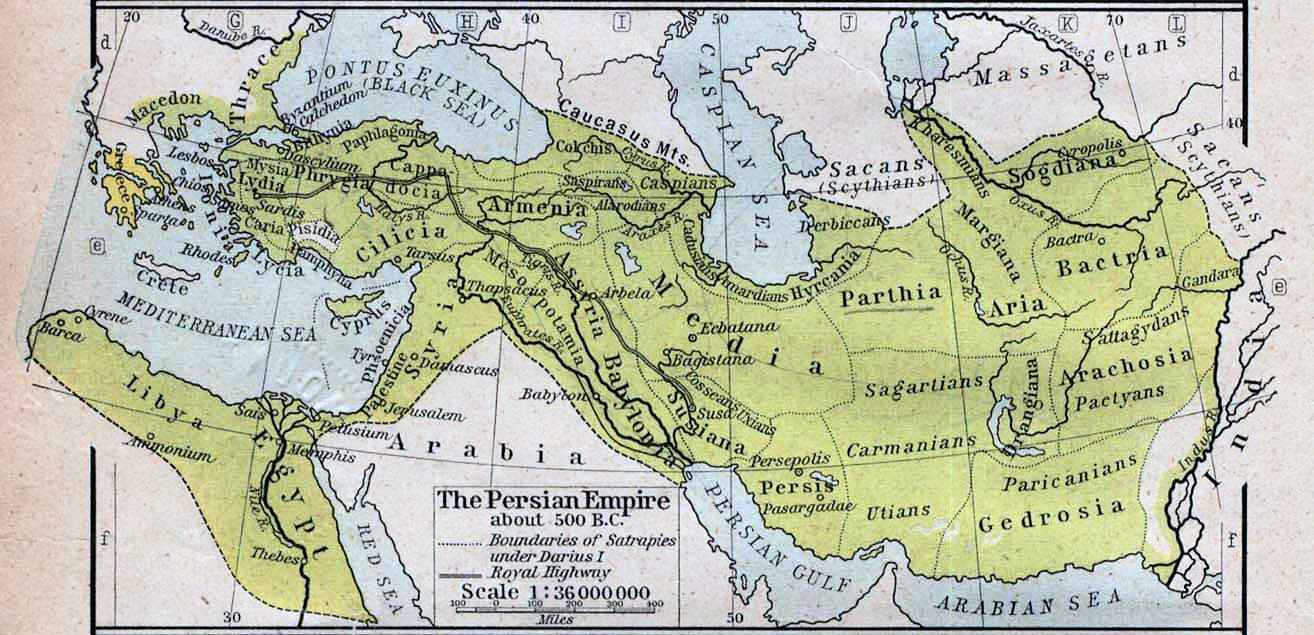
L'Imperi aquemènida durant el seu apogeu

Els dos pobles principals iranians de l'Uzbekistan foren els sogdians, a la regió de Samarcanda i Bukharà, i els bactrians més al sud, a cavall entre el sud de l'Uzbekistan i el nord de l'Afganistan. Els indis anomenaven als bactrians bahlikà mentre que els xinesos els coneixien com a daxia. La seva capital es trobava a Zariaspa, la clàssica Bactra i, per tant, l'actual Balkh. La ciutat de Samarcanda va ser fundada pels sogdians, probablement en el segle V aC sota el llegendari nom de Maracanda. Sogdians i bactrians mai van arribar a formar un estat unificat: el seu territori es dividia en principats, organitzats al voltant de les ciutats.
El zoroastrisme, religió purament iraniana, va poder desenvolupar-se a Bactriana. L'Avesta, el seu text sagrat, és molt difícil de datar, però parla de Sughda, en referència tal vegada als sogdians. Es creu que els sogdians eren escites sedentaris.
Més al nord, a l'est de la mar d'Aral, habitaven les tribus nòmades dels treus (nom hindú dels escites) i la dels massàgetes, tots iranians. Aquests últims eren guerrers que, sota el regnat de la reina Tomiris, van assassinar el rei persa Cir II. Igual que passava entre els sogdians i els bactrians, el paper de les dones massàgetes era especialment rellevant.
Els habitants dels regnes bactrians i sogdians, així com els de Coràsmia, eren majoritàriament agricultors i van perfeccionar les tècniques d'irrigació a les valls dels rius Sirdarià, Amudarià i Zarafshan. S'agrupaven en comunitats d'una grandària important, practicaven l'artesania del metall així com el comerç. El nomadisme es va desenvolupar sobretot a les regions desèrtiques i muntanyoses.
La ciutat d'Afrasiab, prop de Samarcanda, va ser fundada més tard del 500 aC. El museu del seu jaciment arqueològic conté els peons d'escacs més antics del món. Les pintures murals d'Afrasiab són famoses i la ciutat és considerada com un dels bressols de l'idioma persa.
Entre el 545 aC i el 540 aC, Cir II, fundador de l'Imperi persa, es va llançar a la conquesta de l'Àsia central; va integrar Bactriana, Sogdiana, Coràsmia i Pàrtia a l'Imperi Aquemènida.

### Alexandre el Gran i l'Imperi selèucida

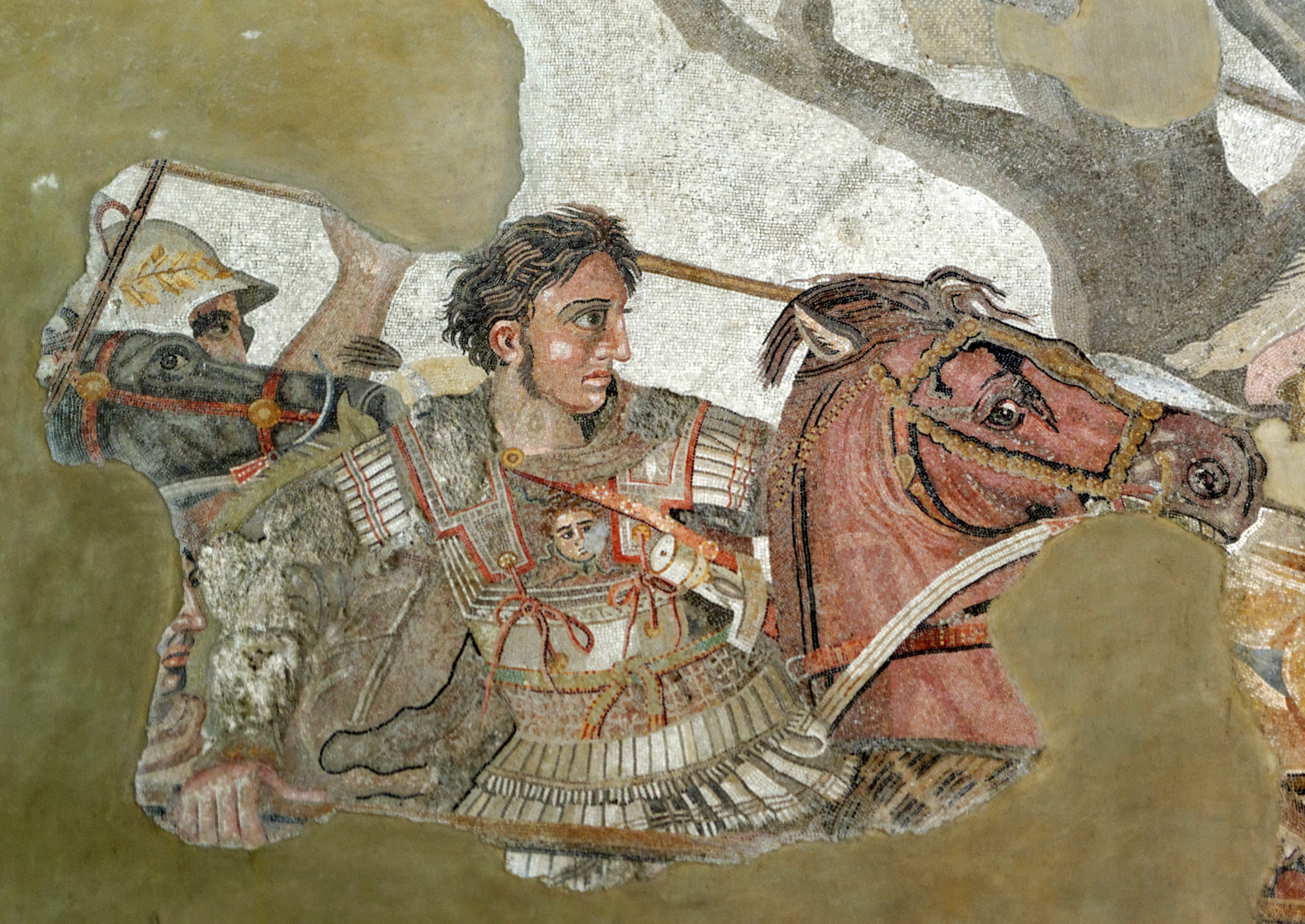
Alexandre el Gran muntant el seu cavall Bucèfal en un mosaic italià

Alexandre el Gran va conquerir Sogdiana i Bactriana el 327 aC mentre duia a terme una campanya contra Darios III Codomà, que va posar fi a la dinastia aquemènida. Dos anys abans, havia fundat una ciutat de nom Termez, que en l'actualitat és la ciutat més meridional de l'Uzbekistan.
Es va establir a Samarcanda i es va casar amb Roxana, filla d'Oxiartes, un cap bactrià local, al qual havia capturat en el 327 aC, abans de conquistar la fortalesa de la Roca Sogdiana, que fins llavors es considerava com inexpugnable. Aquest matrimoni li va servir d'ajuda per a acabar amb la feroç resistència popular sogdiana, dirigida per Espitàmenes, que estava frenant l'avanç de les seves tropes. El matrimoni va ser també el preludi de les conegudes com noces de Susa, en les quals 10.000 grecs van contraure matrimoni amb 10.000 orientals el 329 aC.

L'imperi d'Alexandre

Abans d'emprendre la fatal campanya de l'Índia, Alexandre va deixar la seva caserna general a Samarcanda (323 aC) per conquistar la ciutadella situada a l'actual ciutat de Taixkent, al sud de la qual va ordenar construir una vila fortificada a la qual va anomenar Alexandria Escate (l'última Alexandria).
Després de la mort d'Alexandre el 323 aC, la part nord-est del seu imperi, coneguda com a Transoxiana ('més enllà de l'Oxus', nom antic grec del riu Amudarià), va passar a les mans del seu general Seleuc I Nicàtor, fundador de la dinastia dels selèucides. Durant el seu regnat, Bactriana va rebre una massiva immigració de grecs exiliats, la qual cosa va convertir a aquesta regió en la més hel·lenitzada de totes les conquistades.
Sota el govern de Seleuc II Cal·línic, els selèucides, preocupats pels seus problemes a Síria, no es van plantejar la possibilitat d'assegurar-se el control de les regions orientals. Així, Diodot I va fundar en el 250 aC el Regne Grec de Bactriana, independent després d'alliberar-se amb facilitat de la tutela exercida pels selèucides. Sota el regnat d'Eutidem I, Antíoc III el Gran (Megues) va intentar recuperar el domini sobre Bactriana, però va ser derrotat i va haver de reconèixer la independència del regne. Aquest període es va caracteritzar per un important desenvolupament urbà així com per un sincretisme grecooriental en les arts que aconsegueix en aquest moment el paroxisme.

### Invasions nòmades i posada en marxa de laRuta de la seda

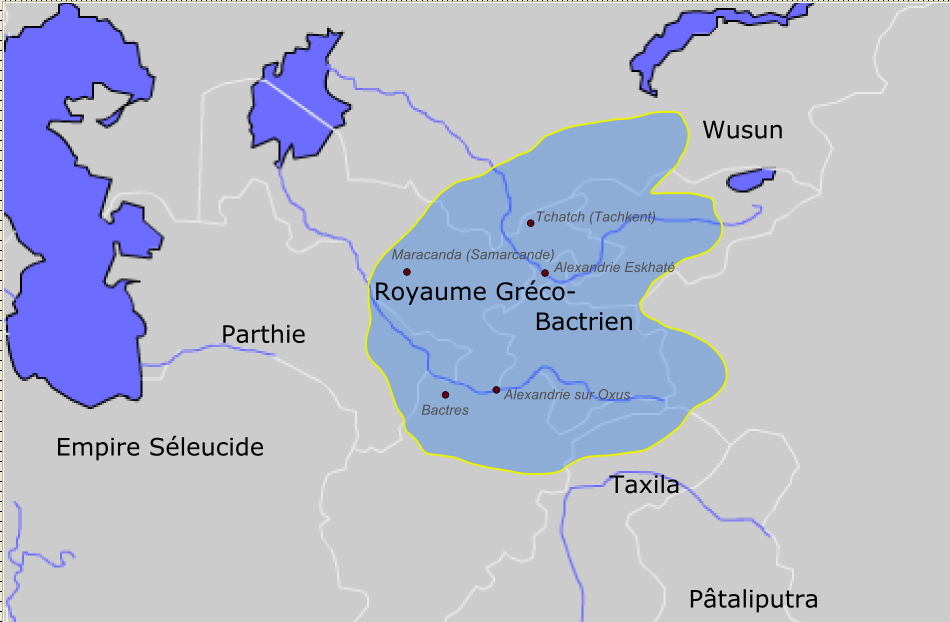
El Regne grecobactrià

Entre el segle I aC i el segle ii, el territori del Regne Grec de Bactriana va ser envaït pels yuezhi i els saka, pobles nòmades que procedien de la Xina. El centre del regne es va desplaçar llavors cap al sud-est per a convertir-se cap a l'any 190 aC en el Regne Indogrec.
Els parts van ocupar en el 115 la zona oest de Bactriana (entre Uzbekistan i Turkmenistan), reemplaçant als saces, que havien emigrat més al sud, cap a l'actual Afganistan. Van compartir la regió amb els yuezhi, que regnaven en la zona des del 126 aC.
En aquesta època, el sincretisme religiós, perpetuat pels parts, va evolucionar gradualment cap al monoteisme i la noció de religió universal es va estendre entre els pobles de l'actual Uzbekistan. Gràcies a la influència dels sacerdots, el zoroastrisme es va convertir en la religió oficial dels sassànides.
Més a l'est, en els inicis del primer mil·lenni, començava a formar-se l'Imperi Kushan a partir de nombrosos principats, cent anys més tard que el Regne Grec de Bactriana fos destruït pels nòmades. Van ocupar de forma gradual, entre el 150 aC i el 150, Bactriana, així com una part de Sogdiana i de Coràsmia. Aquest imperi va ser fundat pels kushan, una branca dels yuezhi, poble que habitava en l'actual Xinjiang (Xina), emparentats possiblement amb els tocaris. Durant molts segles, la civilització dels kushan es va situar en el centre d'intercanvis comercials entre Orient (Xina) i Occident (Imperi romà), en el recorregut de la Ruta de la seda. Els kushan van ser els que van importar el budisme a l'Àsia central i els que allí van desenvolupar les arts hel·lenístiques d'Orient.
L'obertura de la gran Ruta de la seda, la ruta comercial terrestre i marítima més llarga de l'antiguitat (segle II aC) i, sobretot, la seva protecció després de romandre molt de temps a la mercè de bandits i lladres, va desplaçar el centre de gravetat del món iranià des de les ribes del Tigris fins a les de l'Amudarià. Els parts perses van començar a mirar més enllà de l'Eufrates, centrant-se en el Sirdarià: el comerç amb la Xina va assolir una rellevància major que la que havia tingut el comerç amb Grècia, i Transoxiana estava just al centre d'aquests intercanvis. La Ruta de la seda no s'utilitzava únicament per a transportar seda fins a Europa, ja que les espècies, el paper i la porcellana viatjaven pel mateix camí. A més, la ruta va exercir un paper destacat en la difusió de les creences religioses (com en el cas del budisme), d'idees i de cultura. Durant la seva existència, la Ruta de la seda va enriquir en tots els aspectes les ciutats per on passava, com Samarcanda, Kokand o les de la vall de Fergana.
Per a resumir, la història de Transoxiana entre els segles II aC i III va ser complicada; diferents regnes, més o menys efímers i amb orígens incerts, s'hi van anar succeint abans de ser escombrats del mapa per l'emergent Imperi Sassànida. En la mateixa època, Fergana, etapa clau de la Ruta de la seda, va mantenir la seva independència.

### Els sassànides perses

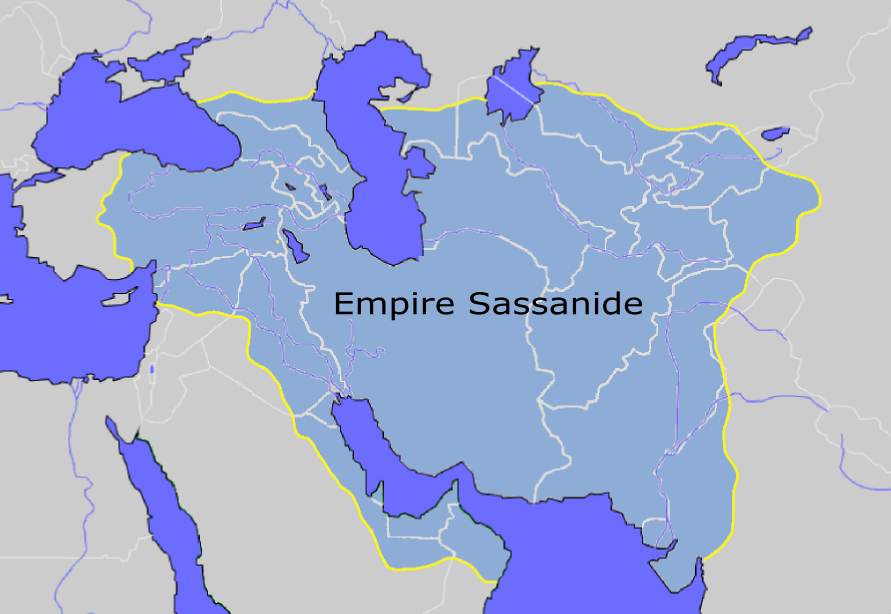
L'Imperi Sassànida durant el seu apogeu

Els sassànides van ser una dinastia originària de Fars (origen del nom: Pèrsia/Fàrsia), fundada cap al 224 per un descendent de Darios III Codomà. Sota els sassànides, l'art i la cultura persa van arribar a un nivell destacat i la seva força militar va ser capaç de desafiar a la creixent Roma. El Regne dels sassànides es va caracteritzar per una forta centralització del poder, un urbanisme ambiciós i una agricultura de tècniques avançades.
Ja en els segles iii i iv, els sassànides van intentar conquerir Transoxiana, però la seva progressiva expansió va provocar la revolta dels nòmades kushan, que refusaven cedir els seus territoris i que es van enfrontar en nombrosos combats amb els sassànides. Una mica més tard, a la fi del segle iv, van ser els huns, els khionites (huns vermells) i els kidarites els que van derrotar els sassànides, aconseguint mantenir les seves posicions a Transoxiana. Van arribar fins i tot fins a l'Iran.
En l'any 427, el rei sassànida Bahram V va acabar finalment amb les tropes nòmades dels huns blancs arribats des de la Xina fins a l'Àsia central, i hi restaurà la dominació persa. El seu fill Yazdegerd II va consolidar aquesta presència en el 442 en eliminar el successor de l'Imperi kushan, el Regne kidarita, vinculat als huns, en altres temps aliats dels perses.
La dinastia dels sassànides va controlar durant més de quatre segles un territori immens que incloïa la Transoxiana, va desenvolupar un art sumptuós, va emprendre grans obres d'enginyeria civil i, aprofitant-se de la seva posició en la Ruta de la seda, va sortir victoriós de les guerres iniciades en el front est, contra els huns i els turcs, i a l'oest, contra l'Imperi romà.

## Els huns blancs
L'emperador sassànida Isdigerdes II es va enfrontar als atacs de les tribus nòmades dels huns blancs (heftalites) des del 442. El seu propi fill Peroz o Firuz va demanar als heftalites que li lliuressin les seves tropes per poder prendre possessió del tron persa. Aparentment, amb la finalitat de poder regnar sobre els sogdians, els heftalites havien adoptat el seu idioma. Més tard van començar a sedentaritzar-se. Es considera que els huns blancs són els primers ancestres de l'actual poble uzbek.
Gràcies a l'ajuda obtinguda dels heftalites, Firuz I (o Peroz I) es va convertir en xa de Pèrsia el 459-484. Com a mostra d'agraïment, els va lliurar el districte de Talikan, al sud-est de l'actual Turkmenistan. No obstant això, no va passar gaire temps fins que van entrar en conflicte.
Els heftalites eren guerrers ferotges i el sol esment del seu nom terroritzava tot el món. Els soldats perses enviats a la seva trobada semblaven condemnats a mort que es dirigien a l'execució.
Peroz I va morir el 484 durant una batalla contra els heftalites. La seva mort va provocar conflictes interns entre els sassànides, forçant-los a cedir territori de l'actual Uzbekistan així com a pagar un tribut als heftalites.
La conquesta de la conca del Tarim va aliar els heftalites amb els juanjuan. Després d'assestar un cop definitiu als juanjuan en el 552, els köktürks van buscar aliances amb els perses per lluitar contra els heftalites. Entre el 560 i 563, aquests últims es van enfrontar en una gran batalla que va durar dies. Com a conseqüència d'aquest enfrontament, es van dividir en principats que pagaven tributs: uns als perses, altres als turcs.

## ElsKök Türks(Turks occidentals)

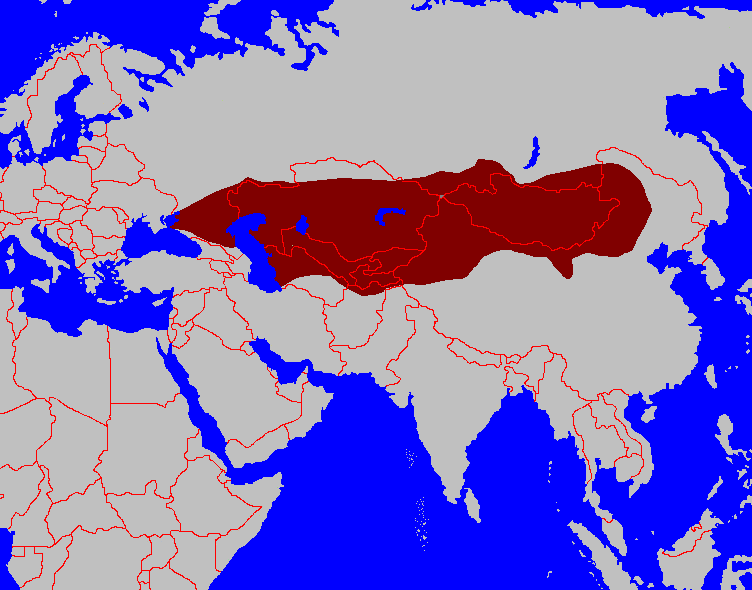
L'Imperi Kök Türk

Els turcs havien creat el seu imperi en el 552. En el 576, Mugan, fill del kakhan Bumin, va succeir al seu pare, confiant la zona occidental de l'imperi (Kök Türk) al seu oncle Istämi. Aquest últim es va aliar amb els sassànides perses per combatre els huns blancs. Després d'eliminar-los a prop del 563, els dos aliats es van repartir el territori de l'actual Uzbekistan, inclosa la zona dels sogdians, que no van trigar a rebel·lar-s'hi.
Tardu, kakan dels Kök Türks, successor del seu pare Istämi, es va veure influït pels xinesos que volien eliminar l'Imperi turc. La seva política va afavorir una ruptura definitiva de l'Imperi Kök Türk en dos estats: el dels turcs orientals a Mongòlia, dirigit per Nivar; i el dels turcs occidentals de la serralada de Tian Shan, a l'Uzbekistan i Kazakhstan, manats per Tardu.
La derrota de Tardu davant el seu ambiciós nebot Apa Qaghan va portar el caos fins al territori dels turcs occidentals, fins que van trobar un nou líder en la figura de Shigui, hereu del seu germà Tong. Aquest últim va ser un sobirà poderós que va estendre els seus dominis fins a l'actual Afganistan i l'Índia del Nord. Alguns mesos més tard, algunes tribus vassalles, com els karluks, s'hi van rebel·lar i Tong va ser assassinat. Els turcs occidentals van perdre de nou la seva unió. En l'any 640, els xinesos els van expulsar dels rics oasis de la conca del Tarim, situats al sud del seu territori. El 651, els turcs occidentals van quedar sota l'autoritat d'un kan xinès, Helu. Després d'obtenir el suport dels uigurs, els xinesos van iniciar una ofensiva contra Helu, al qual van vèncer en el 657. Pràcticament tota l'Àsia central va quedar en mans dels xinesos.
Durant el domini turc, sobretot per la seva necessitat d'armament i bijuteria, el poble de l'actual Uzbekistan va desenvolupar de forma destacada l'artesania del metall (or, plata, plom, coure, etc.) així com l'escriptura. El desenvolupament del comerç en la Ruta de la seda entre Xina i Europa va influir de forma destacada en la producció local de cotó i seda.
El famós pelegrí xinès Xuanzang va passar a prop del 631 per Taixkent i Samarcanda durant el seu viatge cap a l'Índia a la recerca de manuscrits sagrats budistes.

## Els àrabs
Després d'una primera temptativa d'envair i islamitzar Samarcanda i Fergana el 706, els àrabs, amb les tropes del general Kutayba ibn Muslim, van conquistar els territoris dels actuals Uzbekistan i Kirguizstan cap a l'any 706. Van entrar en contacte amb els xinesos durant el regnat del primer abbàssida, al-Saffah, en la batalla del Talas. Van implantar per la força l'Islam entre els pobles de l'Àsia central, fins llavors practicants del zoroastrisme i el budisme.
Els sogdians que acceptaven convertir-se a l'islam quedaven exempts del pagament d'impostos. Davant el gran nombre de conversions i la consegüent reducció de la recaptació fiscal, els àrabs van decretar que els nous conversos havien de circumcidar-se i demostrar un ampli coneixement de l'Alcorà. Aquesta nova mesura va provocar una rebel·lió.
En el 720 i el 721, els sogdians van destruir la guarnició àrab de Samarcanda amb l'ajuda dels turcs. Es va nomenar llavors un nou governador del Khurasan, Said ibn Amr al-Harashi (719-720). Els rebels sogdians van escollir aquesta vegada una estratègia de retirada. Sota la direcció de Diwashtidj, rei de la ciutat oriental de Panjikand, un grup es va refugiar a la fortalesa d'Abargar, a la muntanya Mug. Aquí, a la riba dreta del riu Zarafshan, els arqueòlegs han trobat nombrosos documents que aporten dades molt valuoses sobre la societat sogdiana. Els àrabs van assetjar la fortalesa en el 722, però van haver de retirar-se'n.
En el 728, el governador del Khurasan, Ashras ibn Abdallah al-Sulami, va oferir una exempció d'impostos per als nous conversos que va produir exactament el mateix efecte que havia produït la primera d'aquestes propostes: amb l'ajuda dels turcs, Bukharà es va convertir en el centre de la revolta sogdiana. Després de durs combats, van ser sotmesos a l'estiu de 729. Samarcanda, controlada pel rei Ghurak, no s'havia revoltat. Malgrat la repressió exercida pels àrabs, la resistència dels sogdians no va cedir. Va ser especialment activa entre el 733 i el 734. El governador Nasr ibn Sayyar (738-748) va decidir ordenar una nova política, més conciliadora amb les elits locals.
El control àrab de l'Àsia central es va consolidar després de la batalla del Talas contra els xinesos el 751. Aquesta victòria, que va marcar un pas més en l'avanç cap a l'est dels exèrcits àrabs, va ser també l'ocasió ideal per a adquirir algunes tècniques xineses, com la de la fabricació de paper. Molt aviat es van adonar de la importància d'aquest nou suport d'escriptura per a la difusió de l'islam, i Samarcanda es va convertir en el primer centre de producció de paper del món musulmà. A més, van millorar les tècniques de fabricació incorporant-ne tela en la preparació. Harun ar-Raixid va imposar l'ús del paper en totes les administracions de l'imperi. El paper va arribar llavors a tot el món islàmic i a Occident gràcies a les conquestes àrabs a l'Àsia central. Apareix a Bagdad en el 793, al Caire el 900, a Xàtiva el 1056 i a França als inicis del segle xiv.
Els pobles de l'Uzbekistan van organitzar nombroses revoltes contra els àrabs, les més importants van tenir lloc entre el 720 i el 722 a Sogdiana i Khurasan. Finalment, el 747-750, sota la direcció d'Abu-Múslim, les revoltes van contribuir a la caiguda dels omeies i a l'arribada dels abbàssides. Altres revoltes van tenir lloc entre el 801 i el 802 així com en el 806 en tota Transoxiana o Mawara an-Nahr, nom que li van donar els àrabs a aquest territori.
L'annexió de Transoxiana als califats àrabs va contribuir al creixement de les ciutats com Samarcanda, Tauxhkent, Termez i Bukhara, al desenvolupament de l'artesania, del comerç (sobretot l'extrafronterer de les caravanes) així com les tècniques d'irrigació. Entre el 750 i el 850, període del califat abbàssida, la ciència coneguda com a "arabomusulmana" va aconseguir la seva màxima esplendor. Els sobirans pagaven preus exorbitants per qualsevol llibre traduït i, per això, des del segle ix, gairebé tots els llibres escrits a Grècia estaven disponibles també en llengua àrab. El filòsof al-Farabí, nascut a Transoxiana, va tenir un lloc destacat en aquesta dinàmica.
El gran matemàtic Muhàmmad ibn Mussa al-Khwarizmí, inventor dels principis de l'àlgebra, va néixer cap al 783 a Coràsmia. El gran astrònom al-Farghaní era nadiu de Fergana.

## Els samànides perses
Els samànides van ser la primera dinastia persa que va exercir el poder efectiu a l'Uzbekistan després de la conquesta àrab.
En el 819, el califa al-Mamun havia recompensat als quatre nets del persa Saman-khuda (Nuh, Ahmad, Yahya i Ilyas) pels seus bons i lleials serveis, atribuint-los a cadascú un districte. Ismail I ibn Ahmad, fill d'Ahmad, va prendre finalment el control de tota Transoxiana i del Khurasan i es va instal·lar com a governador semiindependent, situant-ne la capitalitat a Bukharà. La vall del Zarafshan, la regió de Chach (Taixkent) i les ciutats de Samarcanda i Termez van estar també en el centre del desenvolupament de l'Imperi samànida, del seu artesanat i del seu pròsper comerç (cristall, paper, cuir, teixits, seda, etc.).
Per a poder afermar-se de cara als seus veïns del sud (els saffàrides i els gaznèvides) amb els quals es disputava el poder en el segle x, els samànides no van utilitzar únicament la força militar sinó també les arts. Van desenvolupar l'urbanisme i l'arquitectura funerària, van crear peces de ceràmica molt distintes amb decoracions calidoscòpiques, decoracions jaspiades, etc. El gran metge i filòsof Avicenna, va néixer a prop de Bukharà el 980, mentre que l'enciclopedista al-Biruni va néixer el 973 en un suburbi de Kath, a prop de la ciutat uzbeka d'Urgandj.

## El kanat dels karakhànides, els seljúcides i l'Imperi Corasmi
La dinastia turca dels karakhànides o Ilek Khans, considerats com els ancestres dels uzbeks, va regnar sobre l'actual Uzbekistan des de finals del segle xi fins a 1212. El 920, els karakhànides dirigits per Satuk Bughra Kara Khan Abd al-Karim (920-956) es van convertir de forma col·lectiva a l'islam. Sota el regnat de Bughra Khan Harun I (vers 992) van prendre Bukharà i Samarcanda. Més tard, els karakhànides van aconseguir conquistar tota Transoxiana, derrotant de forma definitiva els samànides el 999.
Després de la derrota dels karakhànides davant els seljúcides (1040), el regne va quedar dividit en dos: el regne occidental, amb capital a Bukharà (desplaçada en el 1042 a Samarcanda); i el regne oriental amb centre a Kaixgar. El 1089, els seljúcides van envair el regne occidental, governat per Harun Abu Ali Tamghach Bughra Kara Khan (Bughra Khan Harun II 1075-1102), i ocuparen Bukharà i Samarcanda. Malgrat quedar sotmesos, els karakhànides de Transoxiana van seguir desenvolupant una intensa activitat en el camp de l'arquitectura. Així, sota el regnat de Muhammad II (vers 1158-1180) van aixecar a Bukharà el minaret de Pol-i Kalan (Kalyan). De 1124 a 1218, la vall de Fergana va quedar de nou en possessió dels xinesos protomongols. El xa de Coràsmia Ala ad-Din Tekish (1172-1200) va conquistar Pèrsia el 1194, i destituí el darrer dels sultans turcs de la dinastia dels seljúcides, Toghrul III ibn Arslan Shah, que en regnava en una part. Però va ser el seu successor el xa de Coràsmia Ala al-Din Muhammad qui va destruir de forma definitiva el kanat Karakhànida a Transoxiana el 1212.
El ràpid ascens dels xas de Coràsmia va permetre que s'establissin aliances entre aquesta dinastia amb els kiptxaks i els oghuz. Però les campanyes contra aquests darrers van tenir devastadores conseqüències per a l'agricultura a l'Àsia central, ja que, a més de les destruccions pròpies de la guerra, molts dels camps de labor van ser transformats en zona de pastura per les tropes nòmades dels kiptxaks.
El regne dels xas de Coràsmia va ser de curta durada. En el 1219, el governador d'Otrar, al costat del Sirdarià, va fer assassinar uns membres d'una caravana de mercaders acusats (segurament de manera encertada) d'espies enviats per Genguis Kan; els ambaixadors enviats per demanar explicacions van córrer la mateixa sort. Això va portar com a conseqüència una terrible repressió.
El 1220, els mongols van conquistar Uzbekistan i les principals ciutats, com Samarcanda o Bukharà, van sofrir greus destrosses.

## Els mongols i els turcomongols

### Gengis Khan, Txagatai i els barles
El gran kan Ogedei va prendre Samarcanda durant les grans conquestes de l'emperador mongol Genguis Kan, que va derrotar els xas de Coràsmia. Genguis Kan va llegar el seu imperi als seus quatre fills, sota l'autoritat del segon, el gran kan Ogedei. L'actual Uzbekistan va quedar en mans del seu segon fill, Txagatai.
El kanat de Txagatai va ser fundat el 1219: abastava els territoris actuals de l'Uzbekistan, Kirguizstan, Turkmenistan, Tadjikistan, el sud del Kazakhstan, l'oest de la província xinesa de Xinjiang i el nord de l'Afganistan. Va existir entre el 1229 i el 1571 com un regne autònom en el si de l'Imperi mongol.
En la primera meitat del segle xiv, l'Imperi de Txagatai es va dividir en dues parts: el kanat de Mogolistan (o Mogulistan), de tipus nòmada, i la Transoxiana o Mawara an-Nahr, els territoris occidentals, majoritàriament sedentaris. El Regne de Txagatai va durar fins al 1347, quan el cap de la tribu dels karnau, Kazaghan, va assassinar l'últim kan de Txagatai i es va proclamar emir.
Aquest emir i després el seu fill Abd Allah ibn Kazaghan van regnar sobre l'actual Uzbekistan des de l'inici dels anys 1360, però, després de l'assassinat d'Abd Allah, el país es va veure sumit en el caos. Els nòmades de Mongòlia oriental, millor formats militarment, van aprofitar la situació i van organitzar nombrosos atacs que van debilitar el poder a Mawara an-Nahr. Va ser llavors quan una tribu turcomongola, els barles (singular barla), esmentats de forma pejorativa com "els ases", van començar a cobrar importància a la regió. Poc després Tamerlà va prendre'n el control, primer dels barles i més tard de les tribus de la zona.

### Tamerlà i els seus successors
L'imperi de Tamerlà (1336-1405) va néixer a Xahrisabz (llavors anomenada Kix), prop de Samarcanda. Era membre de la tribu dels barles i va ser un gran cap militar i un erudit en l'art i en les lletres. Comandant despiatat i orgullós i amb una minusvalidesa a les cames (Timur Lank = 'Timur el Coix'), al final dels seus dies demanava als seus soldats que el portessin a les espatlles al combat per poder seguir lluitant.
En el 1369 va ser designat gran emir de Samarcanda, ciutat en la qual va instal·lar la capital, ressuscitant-la després que els mongols de Genguis Kan la devastessin el 1220. Va portar fins a la ciutat a nombrosos talents (artistes, artesans, savis i doctors) que havia capturat durant les seves campanyes. El seu imperi, que incloïa la major part dels estats actuals de l'Àsia central, va durar només un segle després de la seva mort i va caure el 1507 en mans dels uzbeks de la dinastia dels xibànides. Malgrat la seva breu durada, l'imperi va realitzar grans obres culturals, artístiques i científiques, sobretot a Samarcanda i a Herat.
El seu net Ulugh Beg va fer construir a Samarcanda, on era governador, una madrassa, inaugurada el 1420, en la qual probablement ell mateix va impartir classes, així com un observatori (1429) en què va treballar al costat de 70 matemàtics i astrònoms, com Ghiyath al-Din Jamshid Masud al-Kashi. Després de la mort del fill de Tamerlà, Xah-Rukh, el 1447, el seu fill Ulugh Beg va accedir al tron, però aviat va entrar en conflicte amb el seu fill major, Abd al-Latif Mirza, que el va fer assassinar el 1449, i pujà al tron, per acabar mort al seu torn el 1450.
La madrassa d'Ulugh Beg va seguir funcionat fins al segle xvii. Però la vida cultural es va concentrar a Herat durant la segona meitat del segle xv, on va viure i treballar el cèlebre poeta i filòsof uzbek Mir Ali Shir Navai, fundador de la llengua uzbeka moderna.

## Primers uzbeks
Els xibànides, dinastia musulmana mongola descendent de Shiban, fill de Jotxi, estaven constituïts en origen per 15.000 famílies, i es van anar multiplicant amb posterioritat fins a aconseguir un nombre que feia impossible mantenir la unitat del grup. El poderós kan Abu l-Khayr va aconseguir reunir el 1429 les tribus nòmades dels xaibànides que vivien entre el riu Tobol, les muntanyes dels Urals i el Sirdarià, sota el nom d'ulus uzbek. Apareix per primera vegada en la història el terme "uzbek", sense significat ètnic, derivat del nom d'Özbeg Khan, príncep mongol del segle xiii que va implantar l'Islam en el si de l'Horda d'Or.
Abu l-Khayr, en conquistar Coràsmia el 1447, va intentar crear un estat uzbek sòlid, però va ser assassinat el 1468 per pobles que habitaven a l'actual Kazakhstan. El seu nebot, el príncep Muhammad Shaybani va refundar, al costat del seu germà Mahmud, el kanat uzbek; més tard, amb l'ajuda de mercenaris d'Astracan, va conquistar les ciutats de Bukharà i Samarcanda. Va morir en un combat contra els perses el 1510.
Altres sultans xibànides, Ilbars i Bilbars, van prendre possessió de Khivà el 1511. No obstant això, el kanat no va assegurar el seu territori fins a 1512, després de vèncer als mongols de Baber, però sense poder consolidar un estat únic i fort. Cap al 1512, el kanat uzbek va ser governat per quatre kans que van regnar de maneres molt diferents.
El kanat uzbek va intentar també treure partit del tràfic de caravanes que travessaven la regió, però, a llarg termini, el comerç internacional va quedar-ne suspès. A més, sota el regnat d'Abdallâh II de Bukharà (Abd Allah ibn Iskandar), el kanat va conèixer un fre intel·lectual a causa de l'augment de la influència religiosa en l'estat.
La dinastia dels xibànides va arribar a la fi el 1598 amb l'assassinat d'Abd-al-Mumin ibn Abd-Al·lah. Durant la segona meitat del segle xvii, el kanat de Bukharà va conèixer un canvi dinàstic i va ser governat per una línia originària d'Astracan, els djànides o astrakhànides. Una gran part de les tribus uzbekes descendents d'Abu l-Khayr es van reunir al nord, especialment a la vall del riu Txu, i donaren origen a l'ètnia dels kazakhs.

## El regnat de Baber a Fergana
Després de la mort d'Umar Shaykh Mirza, sobirà de Fergana el 1498, el seu fill Baber (1483-1530), encara que era menor d'edat, es va convertir en el cap que controlava la part oriental de l'actual Uzbekistan. Descendent de Tamerlà per part paterna i de Genguis Kan per la materna i amb el tron assegurat, Baber es va obsessionar a estendre el seu territori.
Així, el 1497 va tractar de prendre Samarcanda, sobre la qual considerava posseir un dret legítim hereditari. Però una rebel·lió dirigida pels nobles va obligar les seves tropes a retirar-se. Ho va intentar de nou, però va ser derrotat el 1501 pel seu principal enemic, Muhammad Shaybani, el poderós kan dels uzbeks. Durant tres anys va intentar sense èxit recuperar les seves possessions perdudes. El 1504, reagrupant algunes de les tropes més fidels, Baber va travessar l'Hindu Kush i prengué la fortalesa de Kabul, amb això va aconseguir estar al capdavant d'un regne sòlid.
El 1510 i després de la mort de Muhammad Shaybani, Babur va reclamar les seves possessions originàries; rebé ajuda del safàvida Ismail I. Amb les noves forces, va aconseguir el 1511 realitzar una entrada triomfal a Samarcanda. Però el 1514 va ser de nou derrotat pels kans uzbeks i va haver de tornar a Kabul.

## Els tres kanats sorgits després de la desaparició del kanat de Txagatai

### Kanat de Khivà o Coràsmia
El kanat de Khivà va ser el més antic dels tres kanats uzbeks; va existir entre 1512 i 1920 al sud de la mar d'Aral. La seva capital estava situada en un principi a Urgendj, però va haver de ser traslladada a Khivà, una petita fortalesa, després d'un canvi inesperat en el curs del riu Amudarià el 1598. Durant alguns segles, Khivà es va convertir en un dels centres del món islàmic, abans d'esdevenir part integrant de l'Imperi rus el 1873. El 30 d'abril de 1920 es va proclamar la República Popular Socialista de Khorezm, rebatejada República Popular Soviètica de Khorezm; el 23 d'octubre de 1923 es va convertir en la República Socialista Soviètica de Khorezm, que fou incorporada en gran part a la nova RSS de l'Uzbekistan i la resta a l'RSS del Turkmenistan.

### Kanat i després emirat de Bukharà
El kanat de Bukharà (1599-1920) va ser un estat centreasiàtic amb capital a Bukharà, que incloïa la ciutat de Samarcanda.
La dinastia dels djànides va regnar en aquest emirat de 1599 a 1785 després d'haver-hi derrocat els descendents de Jotxi, la dinastia uzbeka dels xibànides. En el segle xvii, els membres de la dinastia van construir dues de les tres madrasses de la plaça Registan a Samarcanda.
Després de la conquesta de Nadir Shah el kanat de Bukharà va canviar de nom a "emirat de Bukharà" el 1785. El 1868, l'emirat de Bukharà es va convertir en un protectorat de l'Imperi Rus. Poc després de la Revolució d'Octubre, el reformista Ahmedzhan Abdusaidov "Hamdi" va assolir-ne el poder el 10 d'agost de 1920 i el kan-emir va fugir-ne el dia 30; es va proclamar la República Soviètica de Bukharà o República Popular de Bukharà el 2 de setembre. El 19 de setembre de 1924 es va constituir en República Socialista Soviètica de Bukharà i el 17 de febrer de 1925, fou fusionada dins l'RSS de l'Uzbekistan, excepte alguns districtes que van quedar al Tadjikistan.

### Kanat de Kokand
El kanat de Kokand, que va tenir els seus orígens en la ciutat de Fergana, va ser un estat que va existir entre 1709 i 1876 en els territoris dels actuals Uzbekistan, Tajikistan i Kirguizstan. Les grans hordes nòmades de kirguisos i kazakhs es van convertir aviat en els seus vassalls.
A principis del segle xix, Kokand es va annexionar la ciutat de Taixkent. Sota l'amenaça d'un atac per part del kanat de Bukharà que es preparava a annexionar Taixkent, el general rus Mikhail Cherniayev va aprofitar l'ocasió per a realitzar una ofensiva sobre el kanat. Després de durs combats, el 1876 Kokand va ser annexionat per l'Imperi Rus, i obrí així camí als russos cap a la resta de l'Àsia central.

## Sota la Rússia imperial
Els russos van arribar a la regió a la fi del segle xix, després d'una fulgurant victòria del general Mikhail Cherniayev a Chimkent (actual Kazakhstan) el 1884. Van sotmetre les tribus nòmades kazakhs, així com als kanats de Bukharà i Khivà; seguidament va sotmetre l'actual Uzbekistan, inclosa Taixkent (1865). Els territoris conquistats es van reagrupar en un conjunt administratiu anomenat Govern General del Turquestan. El 1867, Taixkent es va convertir en la capital del Turquestan Rus.
Les autoritats tsaristes van afavorir el cultiu del cotó al Turquestan en lloc dels cultius extensius tradicionals. La producció i distribució n'estava controlada pels russos, cosa que va ocasionar conflictes entre la població local i els colons. En el terreny lingüístic, Rússia va adoptar diverses mesures per afavorir la propagació del rus als territoris conquistats de l'Àsia central.
El març de 1876, el kanat de Kokand va caure en mans russes, després de diversos combats acarnissats protagonitzats per les tropes dirigides pels generals Konstantin Petrovich Von Kaufman i Mikhaïl Skóbelev. Els kanats de Bukharà i de Khivà, convertits en protectorats russos el 1868, van perdre per complet la seva sobirania fins que es van proclamar independents el 1917, però la van perdre altre cop el 1920 quan van quedar sota governs addictes a les noves autoritats bolxevics de Rússia. El 1916 els uzbeks s'havien rebel·lat contra les autoritats russes, però la rebel·lió va ser reprimida de forma severa pel tsar; després aquesta revolta va tenir continuïtat amb l'aixecament basmatxi anticomunista, que va durar gairebé tota la dècada dels anys vint.
Aquestes annexions russes van permetre la instauració de noves relacions socioculturals, l'intercanvi comercial entre els negociants russos i els mercaders uzbeks, així com un desenvolupament de l'educació, la indústria i els ferrocarrils, cosa que va portar a un desenvolupament socioeconòmic de la regió.

## L'època soviètica

### Gènesi de la nació uzbeka
Els bolxevics que van prendre el poder a Rússia després de la Revolució d'Octubre de 1917 es van trobar amb una forta resistència per part dels nacionalistes uzbeks (basmatxis). Una vegada reprimida aquesta resistència, els comunistes van buscar aliats entre els musulmans progressistes, ja que van detectar que una repressió massa severa podia provocar que els musulmans del Turquestan s'unissin a l'exèrcit blanc. Si alguna cosa que inquietava de forma especial els bolxevics era el "panturanisme" (unió dels pobles turcs), la qual cosa explica que volguessin eliminar fins al mateix nom de Turquestan.
L'RSS de l'Uzbekistan, com a república i com a nació única i diferenciada, va néixer després que el 27 d'octubre de 1924: diverses entitats territorials existents a l'Àsia central (una part del Turquestan, de la República de Bukharà i de la de Coràsmia) foren reagrupades en la República Socialista Soviètica de l'Uzbekistan (RSS de l'Uzbekistan) que va ingressar a la Unió Soviètica el 1925. Les cinc repúbliques de l'Àsia central van néixer arran del repartiment territorial realitzat sota els auspicis del comissari per a les nacionalitats de l'època, Ióssif Stalin, segons la distribució ètnica de les seves poblacions. Així es van crear nombrosos enclavaments uzbeks en territori kirguís i tadjik i viceversa. El 1929 la capital se'n va establir a Taixkent. El 1930 l'RSSA de Tadjikistan, que depenia de l'Uzbekistan, es va erigir en RSS separada. Però el 1936, l'RSS de l'Uzbekistan es va ampliar en integrar-se a la República Socialista Soviètica Autònoma de Karakalpàkia, que abans formava part de l'RSS del Kazakhstan.
Les regions orientals de la república, amb la vall de Fergana, foren el centre del suport a l'emir i d'oposició al comunisme. Aquestos rebels es van anomenar basmatxis i van mantenir una resistència extraordinària, doncs encara que el 1928 gairebé havien estat eliminats, algunes partides van aguantar-ne fins a 1936. El 1924 s'hi van suprimir els tribunals religiosos.

### Sota el poder de Stalin
El 1928, Stalin va ordenar la col·lectivizació forçosa de tots els camperols de la Unió Soviètica. El mateix any es van suprimir les madrasses i els wakfs (terrenys amb les rendes destinades a mantenir el culte); i el 1930 es van tancar moltes mesquites.
Durant els anys 1937-38, durant les "grans purgues" de Stalin, van ser executats nombrosos funcionaris i nacionalistes uzbeks, com l'antic primer ministre, Fayzullah Khodja Khodjaev. L'Islam va ser també objecte de la repressió de Stalin, que buscava aconseguir una Unió Soviètica completament atea. La majoria de les mesquites van ser tancades i molts activistes musulmans executats.
Durant la Segona Guerra Mundial, Stalin va afluixar les mesures i va tolerar algunes activitats musulmanes per no perdre suports. Es va nomenar un muftí de Taixkent, que fou Babakhan ibn Abd al-Majid Khan (que va iniciar una dinastia de muftís fins al 1989, ja que el seu fill i el seu net el van succeir). Uzbekistan va acollir milers de famílies soviètiques que fugien de la invasió hitleriana, inclosos nombrosos orfes de guerra, la qual cosa va accelerar la "russificació" de la república, sobretot de la seva capital, Taixkent. Una part de les indústries pesants de la zona europea de l'URSS també va ser evacuada. Aquestes fàbriques es van situar a l'Uzbekistan després de la guerra, cosa que va contribuir a la industrialització de la zona.

### Després de la guerra
La lluita dels bolxevics per aconseguir l'emancipació de les dones uzbekes va ser un èxit: en els anys 1950, eren molt poques les que encara portaven el xador i totes les joves rebien la mateixa educació pública que els homes. L'analfabetisme, gairebé total el 1924, va ser erradicat per complet cap al 1950. El 1952 es va reobrir una madrassa (Mir Arab de Bukharà). A la mort de Stalin, el seu successor Nikita Krusxov va rehabilitar algunes personalitats assassinades en les purgues de Stalin com Fayzullah Khodja Khodjaev, per esmentar només el símbol de la repressió. El 1960 va agafar la direcció el primer secretari del Partit Comunista, Sharaf Rashidov (nomenat el 1959), que dirigirà la república durant 23 anys (1960-1983). Rashidov representava la facció samarcandí que arribava al poder després del predomini dels ferganís (que dirigien el partit des de 1937). Rashidov fou un moderat que va permetre diverses expressions nacionals i religioses.
El 26 d'abril de 1966, la capital uzbeka i la seva regió es van veure seriosament afectats per un terratrèmol; es va iniciar un extens programa de reconstrucció gràcies a la participació de totes les repúbliques soviètiques. Això va provocar la quarta onada d'immigració russa a l'estat, després de la de l'època colonial, la dels bolxevics i la que va arribar amb la Segona Guerra mundial. El 4 de gener de 1966 es va organitzar a Taixkent la conferència indopakistanesa que va permetre reiniciar les relacions diplomàtiques entre ambdós estats després de la guerra que els havia enfrontat.
Després de 1966, la capital uzbeka es va desenvolupar de forma considerable, i esdevingué la ciutat més poblada i moderna de tota l'Àsia central. Durant els 60-80, Taixkent va albergar un prestigiós festival internacional de films d'Àsia, Àfrica i Amèrica Llatina.

#### El problema del cotó
Un tema que va afectar de forma notable la història de l'Uzbekistan en els anys 1960-1980 va ser el desenvolupament intensiu del cultiu de cotó, ordenat per Moscou en el marc de l'especialització de les repúbliques soviètiques. La planificació soviètica es va posar com a objectiu produir sis milions de tones de l'"or blanc" uzbek. Aquest desenvolupament desenfrenat, unit a un desmillorament en les condicions de les terres cultivables, va tenir un impacte catastròfic sobre l'ecologia de la regió: l'ús desproporcionat d'adobs químics i de defoliants va enverinar-ne la terra i les aigües, mentre que el drenatge accelerat dels recursos dels rius Amudarià i Sirdarià per al reg va portar a un descens del volum del mar d'Aral, lloc de desembocadura d'aquests rius, que en quaranta anys va passar a tenir-ne la meitat de la superfície.
Amb la pressió exercida per Moscou perquè es produís encara més cotó, els dirigents uzbeks van desenvolupar un sistema corrupte per falsificar estadístiques. El cap del Partit (i de la República) en aquesta època, Sharaf Rashidov, el seu entorn i el gendre de Leonid Brézhnev es van veure involucrats en el problema del cotó imaginari; obtingueren beneficis en or per al pressupost de l'estat uzbek així com per a la butxaca dels principals implicats. El 1983, moment en el qual es va desemmascarar el frau, el major de la història de la Unió Soviètica, Rashidov va morir d'una crisi cardíaca.
Malgrat la importància d'aquest assumpte i de la voluntat de l'actual poder uzbek de mantenir silenci sobre el seu passat soviètic, Rashidov és considerat com un dirigent que va invertir en el desenvolupament de la república i que, per obtenir de Moscou una certa autonomia, va practicar un joc subtil d'influències i d'ús de les fallades de l'aparell soviètic en benefici de l'Uzbekistan.

#### El "tema uzbek" i les seves conseqüències polítiques
Després de l'escàndol del cotó de 1983, importants acusacions de corrupció van caure des de Moscou sobre tot el territori uzbek, i es dugué a terme una important investigació federal dirigida pels investigadors antifrau Gdlian i Ivanov. El resultat va ser-ne que gairebé la totalitat dels dirigents de la República uzbeka van ser reemplaçats i una part va ser-ne empresonada. El control directe de Moscou es va reforçar, sobretot durant el període de govern de l'antic cap de la KGB Iuri Andrópov, nomenat el 1983 com a primer secretari. Els dirigents uzbeks es van anar succeint fins a 1990, ja que Moscou no volia que romanguessin en el càrrec el temps suficient per a desenvolupar una nova estructura de corrupció. Els efímers caps uzbeks van ser Usmanjodzháyev (1983), Salimov (1983-1986), Nishanov (1986-1988), Jabibulláyev (1988-1989) i Ibraguimov (1989-1990). Mikhaïl Gorbatxov dirigia el PCUS des de 1985.

#### Els pogroms dels turcsmeskhetis
Al juny de 1989, en plena Perestroika, es van produir una sèrie de violents enfrontaments a la vall de Fergana que van derivar en autèntics pogroms contra els turcs meskhetis, deportats el 1944 des de Geòrgia per Stalin acusats de simpatitzar amb Alemanya. Prop de 40.000 meskhetis van fugir de l'Uzbekistan, dels quals 15.000 es van refugiar a Rússia. L'origen d'aquests pogroms és incert: no se sap si foren conseqüència del nacionalisme uzbek o bé d'un empitjorament dels conflictes interètnics que es van succeir per tota la Unió Soviètica a la fi dels anys 1990.

#### Relacions pel que fa a l'URSS
Beneficiari d'important subvencions destinades a solucionar el seu dèficit d'especialització en el sector primari, Uzbekistan va ser un fervent defensor de mantenir l'URSS quan van començar a sentir-se veus liberals gràcies a la Perestroika i la Glàsnost. En el referèndum que va organitzar el 1991 Mikhaïl Gorbatxov sobre el manteniment de l'URSS, una aclaparadora majoria d'uzbeks votà "sí".
Després de diverses negociacions, la majoria de les repúbliques soviètiques, inclosa Uzbekistan, van acceptar un nou tractat que constituïa una URSS renovada (la Unió de repúbliques sobiranes soviètiques) que convertia aquestes repúbliques en sobiranes dintre d'una federació amb un president, una política exterior i una política militar comuna. El tractat havia de signar-se el 20 d'agost de 1991, però les reticències d'Ucraïna van fer que els dirigents uzbeks adoptessin una postura d'espera de l'evolució dels esdeveniments. Rússia va declarar llavors la supremacia de les lleis russes sobre les soviètiques. Anticipant-se a la ruptura de l'antiga URSS, el Sòviet Suprem de l'URSS de l'Uzbekistan va declarar finalment la independència de l'estat el 31 d'agost de 1991, ratificada més tard en un nou referèndum que aquesta vegada va obtenir una majoria aclaparadora en favor de la independència.

## Després de la independència
El 21 de desembre de 1991, un Uzbekistan independent es va convertir en membre de la Comunitat d'Estats Independents, integrada per 12 de les 15 antigues repúbliques de l'URSS. El 2 de març de 1991, Uzbekistan va entrar en l'ONU i es va convertir en membre de la UNESCO. El 27 de gener de 2006 es va integrar en la Comunitat Econòmica Euroasiàtica.

### Presidència de Karimov
Després de la seva independència, Uzbekistan es va constituir sota un règim presidencial autoritari. El règim polític d'Islam Karímov a l'Uzbekistan està dividit en dues etapes:
- Del 1989 fins al 1991: durant aquests anys, Islam Karímov puja al poder com a líder del Partit Comunista Uzbek.

- Des del 1991 fins a l'actualitat: Islam Karímov es va mantenir com a president, després de la independència del país.

El govern d'Islam Karímov s'ha caracteritzat per una dura repressió sistemàtica de l'oposició política, religiosa i social mitjançant l'aplicació d'una sèrie de mesures que vulneren els drets i les llibertats humanes.
A finals dels anys 90, s'iniciaren arreu de l'estat forts atacs violents promoguts per grups islamistes clandestins, sobretot, pel Moviment Islàmic de l'Uzbekistan.
La situació política i social va anar empitjorant en els últims anys, sobretot es va agreujar a partir del maig del 2005, amb els fets d'Andijan. El govern va aturar unes manifestacions contra el règim que es van desenvolupar a Andijan amb repressió. Aquest fet provocà centenars de morts i que més de 1.000 persones es refugiessin en els estats veïns.
A partir d'aquest moment, el govern va haver de fer front a una forta inestabilitat i a un seguit d'incidents provocats per grups islamistes. La reacció del govern fou violenta, amb l'incompliment dels drets humans. Durant els anys posteriors es van produir alguns incidents que varen causar la mort de diverses persones. Dos dels atacs més importants es produïren en dues ciutats situades a la vall de Fergana (Andijan i Khanabad). Aquests atacs van provocar que el govern decidís tancar temporalment la frontera i reforçar temporalment les forces militars en aquesta zona. Així, doncs, es pot constatar, que durant aquests últims anys de tensions socials i polítiques hi ha hagut una deterioració dels drets humans a la zona.

### Reformes econòmiques moderades
Des de la independència, el president Karimov ha realitzat una estratègia de reformes econòmiques graduals destinades, especialment, a aconseguir l'autosuficiència energètica i alimentària de l'estat i a atreure inversions estrangeres. A un cert nivell, la política ha fet efecte (algunes empreses locals han signat contractes amb socis estrangers, com el que es va signar amb l'empresa coreana Daewoo). No obstant això, el creixement econòmic està supeditat a les fluctuacions regulars de les matèries primeres de les quals depèn el país. Tributari dels ingressos per exportacions, que representen un 40% del seu PIB, el desenvolupament econòmic uzbek es va frenar a conseqüència de les males collites de cotó, del qual Uzbekistan és la principal productora mundial.
A més, sense una estratègia real de reformes, les autoritats estatals han multiplicat els seus errors com, per exemple, en l'àmbit del canvi de moneda, en rebutjar la convertibilitat de la moneda nacional el 2003, cosa que va provocar friccions amb el FMI. També s'han realitzat accions restrictives i dirigistes cap a les petites i mitjanes empreses, la qual cosa ha implicat un estancament de molts assumptes. Només el petit comerç de carrer i les empreses poden realitzar operacions d'importació, i això els ha permès prosperar, mentre que el teixit econòmic general segueix estant, de forma oficial o de facto, sota una forta influència estatal.
De fet, el govern va retardar la liberalització de l'economia i les privatitzacions per por de les seves conseqüències en la societat ja molt deteriorada (un 27% de la població viu per sota el llindar de la pobresa i els ingressos mitjans van a la baixa des de 1997) i per preservar els interessos dels actors econòmics més influents, propers a les elits del poder. L'ofensiva, a partir de 2004, contra l'economia submergida ha provocat nombroses protestes socials.

### Terrorisme islamista
La repressió de les autoritats uzbekes de tot allò relacionat amb l'Islam va provocar que alguns corrents extremistes duguessin a terme atemptats amb bombes. El 16 de febrer de 1999, la capital, Taixkent, va sofrir sis explosions, una enfront del Parlament, que va fer explotar poc abans de l'arribada del president Karimov. Les bombes van causar 16 morts i 130 ferits, i van provocar seriosos danys en edificis governamentals així com en la seu social del Banc Nacional de l'Uzbekistan. Les autoritats creuen que es va tractar d'un atemptat contra el president realitzat per forces islamistes. El 2004 es van atribuir al moviment islamista Hizb ut-Tahrir dos actes terroristes ocorreguts també a la capital: a la fi de març, una explosió destinada a causar danys entre les forces de l'ordre que es va produir al basar de Chorsu; i a la fi de juliol dos atemptats suïcides de forma simultània, un contra l'ambaixada dels Estats Units i un altre contra la d'Israel. A partir de llavors, la policia (militsia) és omnipresent: els controls s'han reforçat als llocs més populars i a les sortides de la ciutat. El clima polític va tornar a la normalitat i les eleccions legislatives (el 26 de desembre de 2004 i el 9 de gener de 2005) es van desenvolupar sense incidents.

### Massacre a Andijan
El divendres 13 de maig de 2005, un nombrós grup de civils va assaltar la presó d'Andijan per alliberar un centenar de persones, entre ells 23 homes de negocis, acusats de terrorisme islamista. Van assaltar també l'ajuntament, on van establir una tribuna en la qual nombrosos habitants van parlar, criticant el govern i els serveis de seguretat per la pressió exercida. Per reprimir la insurrecció, les autoritats van enviar l'exèrcit, que va obrir foc sobre una manifestació pacífica. Les autoritats van negar aquesta versió al·legant que es tractava d'un intent de desestabilització. Diverses ONG, com el Comitè Internacional de la Creu Roja, parlen que s'hi van produir entre 500 i 1.000 morts mentre que el govern uzbek en reconeix 187 morts. Les organitzacions en defensa de la llibertat de premsa i dels drets humans van alertar sobre aquests fets i van demanar a la comunitat internacional que hi actués.
El 14 de novembre, es va dictar el veredicte dels quinze acusats amb penes que van oscil·lar entre els 14 i els 20 anys. Nombrosos observadors d'ONG, com la Human Rights Watch, van reiterar les acusacions de tortura. Després del veredicte, la UE va vetar l'entrada al territori de la Unió a alguns alts càrrecs uzbeks, com els ministres d'Interior i de Defensa, que van ser acusats de forma directa de la repressió d'Andijan. La UE va prohibir l'entrada al seu territori a dotze alts funcionaris (entre els quals no era el president Karimov) i va declarar un embargament sobre la venda d'armes a l'Uzbekistan.

### Relacions amb els Estats Units i Rússia
Poc després dels atemptats de l'11 de setembre de 2001, el president Karimov va acceptar ajudar els Estats Units en la seva "guerra contra el terrorisme" i va decidir que el seu estat serviria de base d'operacions durant la Guerra de 2001 a l'Afganistan. Les instal·lacions militars uzbekes, com la base aèria K2 a Khanabad van ser utilitzades per la coalició. Gràcies a aquesta ajuda, les autoritats uzbekes van comptar amb la cooperació econòmica i militar estratègica dels Estats Units per ajudar Taixkent a solucionar els seus problemes econòmics i polítics.
No obstant això, a la fi de 2002, Uzbekistan va començar a preocupar-se per la seva excessiva dependència en diferents temes, conseqüència de la implantació de les bases americanes en sòl uzbek.
Immediatament després de la temptativa d'insurrecció d'Andijan, els estats occidentals i diverses organitzacions de defensa dels drets humans van declarar una guerra mediàtica contra Uzbekistan, demanant que es reforcés la pressió econòmica i política sobre el règim governant.
Es va produir una degradació de les relacions així com la repatriació de més de 450 refugiats uzbeks a les bases americanes realitzada per l'ONU. El 30 de juliol de 2005, Taixkent va reaccionar ordenant el tancament de les bases nord-americanes desplegades per tot el territori i va realitzar una reorientació de la seva política exterior, inclinant-se cap a Rússia, que no havia criticat la repressió realitzada a Andijan; es va unir a la Comunitat Econòmica Euroasiàtica, organització afavorida per Moscou. Uzbekistan va expressar també la seva intenció d'integrar-se en l'Organització de l'Acord sobre la Seguretat Col·lectiva, un altre organisme prorus.

### Relacions amb els seus veïns de l'Àsia central
Les relacions amb els veïns centroasiàtics van seguir sent tibants a causa de les conteses històriques, econòmiques i polítiques (com el problema dels límits fronterers, sobretot a la vall de Fergana). La trobada, el novembre de 2004, entre el president Karimov i el seu homònim turkman va permetre reprendre un diàleg que estava en punt mort des de 2002. Taixkent aspira, com el seu veí Kazakhstan, al lideratge regional, cosa que li ha portat a mantenir sovint relacions tibants amb els seus veïns tadjiks i kirguisos. Uzbekistan, que sempre ha afavorit les relacions de proximitat amb els uzbeks instal·lats a l'Afganistan, va canviar la seva estratègia, apropant-se més cap a Teheran per a la realització de projectes que permetin trencar l'aïllament viari de l'estat.
Per una altra part, Taixkent va participar en l'Organització de Cooperació de Shanghai, organització de cooperació en matèria de seguretat (coordinació de la lluita antiterrorista i control de fronteres), que reuneix els països de l'Àsia central (amb l'excepció de Turkmenistan), així com a Rússia i la Xina. El gener de 2004 es va inaugurar a Taixkent el centre regional de lluita antiterrorista.